# Meteorus angustipennis
Meteorus angustipennis är en stekelart som beskrevs av Muesebeck 1923. Meteorus angustipennis ingår i släktet Meteorus och familjen bracksteklar. Inga underarter finns listade i Catalogue of Life.